# Astigmatina

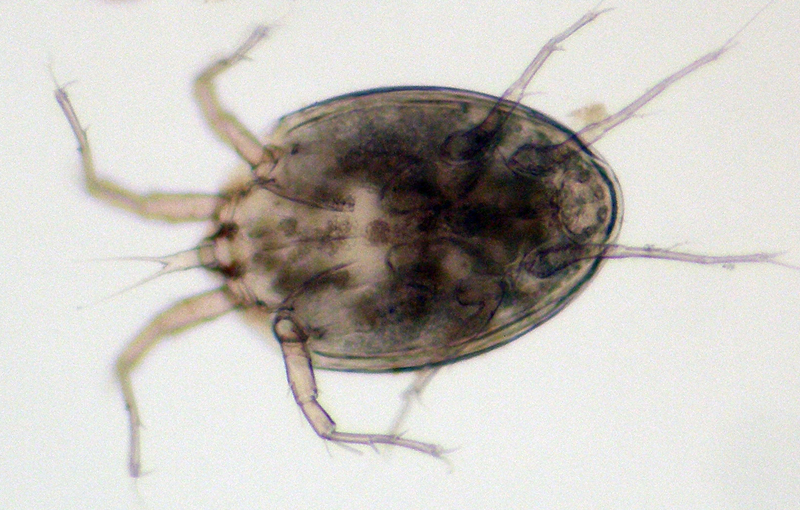
Sarraceniopus gibsoni.

Astigmatina são um agrupamento taxonómico (uma "coorte") de espécies de ácaros pertencentes à ordem dos Sarcoptiformes, que agrupa os Acariformes mordedores. Muitas espécies são parasitas dos vertebrados. Entre os taxa mais conhecidos deste agrupamento estão os Psoroptidia, que contém espécies ectoparasíticas das aves (como os Analgoidea, Freyanoidea e Pterolichoidea) e dos primatas (como Sarcoptes scabiei que afecta as pessoas).
A relação filogenética dos Astigmata com os agrupamentos de ácaros incluídos nos Oribatida é pouco clara, já que este último agrupamento parece ser parafilético e necessitar revisão. Algumas espécies incluídas entre os Orobatida (como os Desmonomata) aparentem ser mais próximos dos Astigmata do que dos restantes Oribatida.

## Taxonomia
Acaridia (> 400 géneros, > 1300 espécies)
- Schizoglyphoidea (2 géneros, 2 espécies)
  - Schizoglyphidae

- Histiostomatoidea (c. 60 géneros, > 200 espécies)
  - Histiostomatidae
  - Guanolichidae

- Canestrinioidea (> 100 géneros, > 300 espécies)
  - Chetochelacaridae
  - Lophonotacaridae
  - Canestriniidae
  - Heterocoptidae

- Hemisarcoptoidea (50 géneros, > 200 espécies)
  - Chaetodactylidae
  - Hyadesiidae
  - Carpoglyphidae
  - Algophagidae
  - Hemisarcoptidae
  - Winterschmidtiidae

- Glycyphagoidea (> 70 géneros, > 150 espécies)
  - Euglycyphagidae
  - Chortoglyphidae
  - Pedetropodidae
  - Echimyopodidae
  - Aeroglyphidae
  - Rosensteiniidae
  - Glycyphagidae

- Acaroidea (> 120 géneros, > 400 espécies)
  - Sapracaridae
  - Suidasiidae
  - Lardoglyphidae
  - Glycacaridae
  - Gaudiellidae
  - Acaridae (> 100 géneros, > 400 espécies)

- Hypoderoidea
  - Hypoderidae

Psoroptidia (> 600 géneros, > 2,000 espécies)
- Pterolichoidea (> 200 géneros, > 500 espécies)
  - Oconnoriidae
  - Ptiloxenidae
  - Pterolichidae (> 100 géneros, c. 300 espécies)
  - Cheylabididae
  - Ochrolichidae
  - Gabuciniidae
  - Falculiferidae
  - Eustathiidae
  - Crypturoptidae
  - Thoracosathesidae
  - Rectijanuidae
  - Ascouracaridae
  - Syringobiidae
  - Kiwilichidae
  - Kramerellidae

- Freyanoidea (> 30 géneros, c. 50 espécies)
  - Freyanidae
  - Vexillariidae
  - Caudiferidae

- Analgoidea (> 200 géneros, c. 700 espécies)
  - Heteropsoridae
  - Analgidae
  - Xolalgidae
  - Avenzoariidae
  - Pteronyssidae
  - Proctophyllodidae
  - Psoroptoididae
  - Trouessartiidae
  - Alloptidae
  - Thysanocercidae
  - Dermationidae
  - Epidermoptidae
  - Apionacaridae
  - Dermoglyphidae
  - Laminosioptidae
  - Knemidokoptidae
  - Cytoditidae

- Pyroglyphoidea (26 géneros, > 50 espécies)
  - Pyroglyphidae
  - Turbinoptidae

- Psoroptoidea (c. 160 géneros, > 600 espécies)
  - Psoroptidae
  - Galagalgidae
  - Lobalgidae
  - Myocoptidae
  - Rhyncoptidae
  - Audycoptidae
  - Listrophoridae
  - Chirodiscidae
  - Atopomelidae
  - Chirorhynchobiidae
  - Gastronyssidae
  - Lemurnyssidae
  - Pneumocoptidae
  - Sarcoptidae

- incertae sedis (16 géneros, 17 espécies)
  - Ptyssalgidae

- Ptyssalges major (Trouessart, 1887)

- Psoralgidae

### incertae sedis
- Troglotacaridae
  - Troglotacarus hauseri Fain, 1977